# Sojusz Małych Państw Wyspiarskich
Sojusz Małych Państw Wyspiarskich (Alliance of Small Island States, AOSIS) - koalicja państw - małych wysp i krajów leżących na niskich wybrzeżach założona w 1990. Głównym celem Sojuszu jest zintegrowanie głosów krajów rozwijających się znajdujących się na małych wyspach w kwestii zmian klimatu. AOSIS był bardzo aktywny od jego powołania, zgłaszając pierwszą propozycję tekstu w ramach negocjacji Protokołu z Kioto już w 1994. AOSIS ma 43 członków i obserwatorów na całym świecie. 37 z nich jest członkami Narodów Zjednoczonych. Sojusz reprezentuje 28% krajów rozwijających się, 20% wszystkich członków ONZ i 41 mln ludzi co łącznie ze wszystkimi państwami SIDS stanowi ok. 0,5% światowej populacji. Biuro organizacji znajduje się w Nowym Jorku i działa w ramach struktur ONZ. Od 1 stycznia 2023 przewodniczącym AOSIS jest Fatumanava-o-Upolu III Pa’olelei Luteru reprezentujący prezydencję Samoa w organizacji. 

## Lista państw członkowskich AOSIS
Antigua i Barbuda, Bahamy, Barbados, Belize, Republika Zielonego Przylądka, Komory, Wyspy Cooka, Kuba, Dominika, Fidżi, Mikronezja, Grenada, Gwinea Bissau, Gujana, Haiti, Jamajka, Kiribati, Malediwy, Wyspy Marshalla, Mauritius, Nauru, Niue, Palau, Papua-Nowa Gwinea, Samoa, Singapur, Seszele, Wyspy Świętego Tomasza i Książęca, Wyspy Salomona, Saint Kitts i Nevis, Saint Lucia, Saint Vincent i Grenadyny, Surinam, Tonga, Trynidad i Tobago, Tuvalu, Vanuatu.
W skład AOSIS wchodzą także cztery kraje o statusie obserwatora:
Samoa Amerykańskie, Guam, Antyle Holenderskie, Wyspy Dziewicze Stanów Zjednoczonych.
Za kraje najbardziej zagrożone zatonięciem uważa się Tuvalu, Kiribati i Malediwy.